# 新池川
新池川（しんいけがわ）は、徳島県鳴門市を流れる吉野川水系の河川である。

## 地理
鳴門市大津町の大代谷川より分流し、鳴門市中心地を流れ、下流撫養川に流れ込む低平地河川。
両岸は低湿地で、レンコン畑が多い。流域には砂地畑が広がり、食用甘藷とダイコンの二毛作が行われている。新池川沿いには、サイクリングロードや散策道として整備されている。橋梁には撫養橋（国道28号）等がある。

## 支流
- 中山谷川

## 橋梁
- 撫養橋（国道28号）

## 流域の主な施設
- 徳島県立鳴門第一高等学校
- JR鳴門線金比羅前駅
- 撫養川親水公園

## 流域の自治体
徳島県
鳴門市